# Clyde (rzeka w stanie Nowy Jork)
Rzeka Clyde – rzeka w Stanach Zjednoczonych, w stanie Nowy Jork. Rzeka jest głównym dopływem rzeki Seneca. Długość rzeki wynosi 43 km.

## Geografia
Rzeka zaczyna swój bieg w Lyons w hrabstwie Wayne w miejscu połączenia się Canandaigua Outlet z kanałem Erie. Stamtąd rzeka płynie równolegle w stosunku do ścieżki kanału Erie, mijając miejscowości Lyons, Galen oraz Clyde. Rzeka kończy swój bieg w Narodowym Rezerwacie Przyrody Montezuma, gdzie wpada do rzeki Seneca.

## Historia
Z rzeki korzystano już w czasach przedkolonialnych. Przez zbudowaniem kanału Erie w 1817 roku rzeki Canandaigua Outlet i Ganargua Creek łączyły się w Lyons tworząc rzekę Clyde.

## Źródła
- http://www.ilovethefingerlakes.com/rivers/clyde.htm
- https://www.trails.com/us/ny/lyons/erie-canal-clyde-river-lyons-to-clyde
- http://www.rei.com/guidepost/detail/new-york/flatwater-paddling-canoeing/clyde-river/24132